# John Ferguson (homme politique canadien)
Pour les articles homonymes, voir John Ferguson et Ferguson.
John Ferguson (17 avril 1840-7 juillet 1908) est un homme politique canadien de l'Ontario. Il est député fédéral conservateur indépendant de la circonscription ontarienne de Renfrew-Sud à la suite d'une élection partielle en 1887 jusqu'en 1900.

## Biographie
Né à Granart dans l'Argyll en Écosse, Ferguson s'installe avec sa famille dans le Canada-Ouest en 1847. Autour de 1888, il travaille comme agent pour John Rudolphus Booth, baron du bois.
Défait en 1887 dans Renfrew-Sud, il remporte l'élection partielle organisée à la suite du décès du député Robert Campbell en 1887. Réélu en 1891 et en 1896, il est défait en 1900.